# Arbejdsdeling
Ved arbejdsdeling forstår man den udførelse af arbejdet, hvor det nødvendige forbrug af arbejdskraft til fremstilling af en vare fordeles mellem flere personer, sådan at hver af dem kun udfører en enkelt del af hele processen. Med arbejdsdeling følger derfor også en arbejdsspecialisering, hvor den enkeltes arbejde består i en række af ensartede præstationer. Når specialiseringen mangler, som det f.eks. sker, når de enkelte arbejdere inden for et arbejdssjak alle er beskæftiget på samme måde, kan man ikke tale om arbejdsdeling.

## Fordele ved arbejdsdeling
Arbejdsdelingen er et af de mest typiske træk ved det moderne samfund. I og med at arbejdet bliver mere og mere specialiseret, kommer flere og flere til at arbejde for hinanden, og alle bliver efterhånden afhængige af andres indsats. Der ligger en betydningsfuld produktivitet i at gennemføre arbejdsdeling, og sammen med med de tekniske fremskridt er det baggrunden for, at samfundets produktion blev øget så stærkt, som det skete fra den industrielle revolution og frem. Arbejdsdeling betyder, at den enkelte får større øvelse og færdighed, og desuden bliver det muligt at anvende den enkeltes arbejdskraft på netop den måde, der passer bedst for hans eller hendes særlige evner. Dertil kommer, at arbejdsdelingen fremmer anvendelsen af maskiner, og det betyder også, at redskaber og maskiner m.v. kan udnyttes under hele arbejdstiden.

## Erhvervsmæssig arbejdsdeling
Arbejdsdeling optræder under forskellige former. For det første er der erhvervsdelingen, hvor det økonomiske virksomhedsområde opdeles i brancher (landbrug, industri, handel, liberale erhverv m.m.) og enkelte erhverv (møllere, vævere, bogtrykkere, vekselerere, boghandlere, læger, sagførere m.m.). Det er en udvikling, der begyndte med den fremvoksende civilisation, men som især tog fart i nyere tid, efterhånden som mulighederne for at afsætte varer og halvfabrikata blev forøget med befolkningstætheden, velstanden og udvikling af infrastrukturen (kanaler, vejnet, jernbaner og skibsruter m.m.). Grundlaget for den moderne erhvervsdeling må både søges i den middelalderlige by, og i gennemførelsen af en arbejdsdeling mellem by og land. Fra det 16. til det 19. århundrede var udviklingen langsom, men fra 19. århundrede trængte erhvervsdelingen mere og mere igennem. De private husholdninger måtte afgive mere og mere til selvstændige erhverv (bagning, brygning, syning m.m.), og efterhånden som der er opstået nye behov, dukker der helt ny næringsveje op.

## Geografisk arbejdsdeling
Næst efter erhvervsdelingen må man for det andet nævne den lokale eller internationale arbejdsdeling. Gennem den nyder indbyggerne i de forskellige egne gavn af andre områders styrkesider, hvad enten de består i udvinding af mineralske rigdomme eller i udnyttelse af et særligt klima eller i en skoling og arbejdserfaring, der er skabt ved den udvikling, der er foregået.

## Arbejdsdeling i virksomheden
Endelig viser arbejdsdelingen sig for det tredje også inden for den enkelte virksomhed, hvor delingen mellem de
ledende og de ansatte bliver stadig skarpere efterhånden som firmaerne vokser i størrelse. Det sker samtidig med, at arbejdsprocessen i stigende grad opløses i en række specialiseringer, sådan at den enkelte arbejder kun udfører en enkelt lille del (teknisk arbejdsdeling). Den tekniske arbejdsdeling blev først gennemført inden for industrien, og det var fortrinsvis denne form for arbejdsdeling, der vakte Adam Smiths opmærksomhed. Han er den forfatter, der kraftigst har fremhævet de store
økonomiske fordele, som arbejdsdeling rummer. Han viste bl.a. dette gennem et ofte nævnt eksempel fra knappenålsfabrikationen. En enkelt arbejder kunne, når han skulle være ene om arbejdet, højst lave 20 nåle om dagen, men ved arbejdsdelingen blev den enkelte arbejders produktivitet forøget kraftigt, fordi han opnåede en stor færdighed i netop den lille del af arbejdet, som han udførte. Adam Smith nævner en nålefabrik, som daglig kunne fremstille 48.000 nåle eller 240 gange flere, end der kunne fremstilles uden arbejdsdeling.

## Ulemper
Arbejdsdeling er dog ikke uden ulemper. Det, der er det moderne samfunds styrke, er også dets svaghed. Den enkelte arbejder, som kun er opøvet i en enkelt speciel færdighed, vil stå langt mere hjælpeløs, hvis han eller hun bliver arbejdsløs. Under en vidt fremskredet specialisering trues den enkelte virksomhed og undertiden hele brancher af en lignende fare. Dårlige konjunkturer vil naturligvis virke langt mere ødelæggende for et stærkt specialiseret firma end for et, der har flere strenge at spille på. Også for et helt land er risikoen betydelig større, hvis dets erhvervsliv er blevet udviklet for ensidigt. Endelig virker det ensformige arbejde trættende og sløvende, et forhold, som er indarbejdet i de fleste overenskomster, der kompenserer for ensformigt akkordarbejde med kortere arbejdstid, flere pauser og længere ferier.